# 1991 a tudományban
1991 a tudományban és a technikában.

## Csillagászatésűrkutatás
- október 29. – A Galileo űrszonda az első, amely kisbolygót (a 951 Gaspra-t) közelít meg.
- február 7. – A Szaljut-7 és a Koszmosz–1686 kísérleti modul együttes lefékeződve irányítás nélkül tért vissza a Föld légkörébe, ahol szétesett és darabjai Chile és Argentína lakatlan területeire zuhantak.[1]

## Fizika
- január – Üzembe helyezik Mainzban a Mami elektrongyorsítót, mellyel legfeljebb 800 MeV érhető el.

## Kémia
- Iidzsima Szumio felfedezi a szén nanocsöveket.

## Számítástechnika
- Ronald L. Rivest ebben az évben fejleszti ki az MD5 kódolási algoritmust.
- február 26. – Tim Berners-Lee bemutatja az első webböngészőt.
- március 4. – A World Wide Web legprimitívebb formája már online működik.

## Technika
- A McDonnel-Douglas Helicopter Corporation farokrotor nélküli helikopterek árusítását kezdi meg.

## Díjak
- Nobel-díj
  - Fizikai Nobel-díj:  Pierre-Gilles de Gennes (Franciaország) „az egyszerű rendszerek rendezettségi jelenségeinek tanulmányozására kifejlesztett eljárásáért, melyet általánosítva az anyag összetettebb formáinak – például folyadékkristályok és polimerek tanulmányozására is használni lehet”.
  - Kémiai Nobel-díj: Richard R. Ernst „a nagy felbontású mágneses magrezonancia módszertan fejlesztéséhez való hozzájárulásáért.”
  - Fiziológiai és orvostudományi Nobel-díj: Erwin Neher, Bert Sakmann megosztva „a sejtmembránban található ioncsatornák vizsgálatáért”.
- Turing-díj: Robin Milner

## Halálozások
- január 11. – Carl David Anderson Nobel-díjas amerikai kísérleti fizikus (* 1905).
- január 30. – John Bardeen amerikai fizikus, részt vett a tranzisztor kifejlesztésében. Az egyetlen fizikus, aki kétszer kapott Nobel-díjat (* 1908).
- február 6. – Salvador Luria olasz biológus, orvosi Nobel-díjas (* 1912).
- március 1. – Edwin H. Land amerikai feltaláló, a Polaroid alapítója (* 1909).
- május 15. – Andreas Floer német matematikus (* 1956).
- május 22. – Derrick Henry Lehmer amerikai matematikus (* 1905).
- szeptember 7. – Edwin M. McMillan megosztott kémiai Nobel-díjas amerikai fizikus (* 1907)
- november 21. – Hans Julius Zassenhaus német matematikus, az absztrakt algebra kutatója, a számítógépes algebra egyik úttörője (* 1912)